# Classification fonctionnelle des routes nationales en France
La classification fonctionnelle des routes nationales en France est la répartition du réseau routier national selon des critères fonctionnels. Elle n'a été établie que pour le réseau national (routes nationales et autoroutes concédées par l’État). Les textes correspondants peuvent inspirer les autres collectivités (départements et communes), mais ne s’imposent pas à elles
Le choix du type de route vise à assurer l’adéquation de la route aux fonctions que celle-ci doit assurer. En conception routière, pour définir les caractéristiques d’une nouvelle route ou bien celles de l’aménagement d’une route existante, il est nécessaire de préciser les fonctions que devra assurer l’ouvrage ainsi que le niveau de service à l’usager attendu. Les études préalables permettent de définir les fonctions prévisibles ou à privilégier du fait du choix d’une politique donnée et les volumes de trafic. La catégorisation des fonctions et les caractéristiques géométriques qui en découlent peuvent être variables d’un pays à un autre.
La classification des routes interurbaines a été définie en 1991 par le « catalogue des types de routes en milieu interurbain » , puis précisée en 1994 par « l’ARP, aménagement des routes principales ».

## Conception du tracé

### Trois principaux types
On distingue en France trois types de routes principales interurbaines :
- Les routes de type L, dites de grande liaison, sont les autoroutes,
- Les routes de type T, dites de transit, pour lesquelles la fonction d'écoulement du trafic de transit à moyenne ou grande distance est privilégiée, sont les routes express à une chaussée,
- Les routes de type R, dites multifonctionnelles, constituent l'essentiel des réseaux des voies principales de rase campagne.

A chacun de ces types de voies, on associera une vitesse dite de référence. Ainsi une route de catégorie R80 sera une route multifonction avec comme vitesse de référence 80 km/h.
Le tableau suivant récapitule les caractéristiques de chacune d’elles :
| Types de routes                          | R (routes)                                   | R (artères interurbaines)                   | T (routes express)                   | L (autoroutes)                       |
| ---------------------------------------- | -------------------------------------------- | ------------------------------------------- | ------------------------------------ | ------------------------------------ |
| Nombre de chaussées                      | 1 chaussée (à 2 ou 3 voies)                  | 2 chaussées                                 | 1 chaussée (à 2 ou 3 voies)          | 2 chaussées                          |
| Carrefours                               | plans ordinaires, ou giratoires              | giratoires ou plans sans traversée du T.P.C | dénivelés                            | dénivelés                            |
| Accès                                    | selon les cas, sans accès ou accès possibles | si accès, pas de traversée du TPC           | sans accès riverains                 | sans accès riverains                 |
| Limitation de vitesse hors agglomération | 80 km/h                                      | 110 km/h ou 90 km/h                         | 80 km/h                              | 130 km/h ou 110 km/h                 |
| Traversée d'agglomération                | oui, éventuellement                          | oui, éventuellement                         | non                                  | non                                  |
| Catégories possibles                     | R60 ou R80                                   | R100 ou R80                                 | T80 ou T100                          | L100 ou L120                         |
| Domaine d'emploi                         | liaison à courte ou moyenne distance         | liaison à courte ou moyenne distance        | liaison à moyenne ou grande distance | liaison à moyenne ou grande distance |
| Trafic à terme                           | Trafic moyen (1 chaussée)                    | Fort trafic (2 chaussées)                   | Trafic moyen                         | Fort trafic                          |
| Type de sécurité                         | Voies principales en milieu rural            | Voies principales en milieu rural           | Voies isolées de leur environnement  | Voies isolées de leur environnement  |

### Traversées d'agglomérations
La typologie d'un itinéraire doit être continue sur tout le linéaire où il assure des fonctions identiques. Pour un type d'itinéraire donné, le traitement des traversées d'agglomérations doit être le plus cohérent possible.
Pour un itinéraire de type T ou L, le maintien des traversées d'agglomérations par les usagers serait incohérent avec les fonctionnalités attendues de ces voies.
Les traversées d'agglomérations peuvent par contre être maintenues dans les itinéraires de catégories R. L'approche sécuritaire doit alors particulièrement être soignée afin que l'alternance entre milieux inter-urbains et urbains avec des vitesses limitées différentes ne soit ni un handicap pour les usagers routier, ni une source de danger pour les usagers du milieu urbain. D'importants travaux de sécurisation des entrées d'agglomération ont ainsi pu être réalisés à partir des années 90 pour atteindre cet objectif.
Si le trafic est vraiment incompatible avec la traversée, une déviation peut être envisagée, toujours dans le même type de route.

### Accès des riverains sur routes de types R
Les accès des riverains sont possibles sur les routes de types R, mais sont souvent sources d'accidents. En effet l'urbanisation non maîtrisée peut conduire à des accès en nombre sur des routes où les vitesses pratiquées par les usagers peuvent être élevées et être ainsi facteur de risques importants à la fois pour les usagers de la route et pour les riverains de ces routes.
La maîtrise de cette prolifération linéaire de l'urbanisation, souvent appelée "mitage", doit être appréhendée en amont, dès la conception des documents d'urbanisme qui caractérisent la constructibilité ou non des sols. Il appartient donc aux maires qui élaborent ces documents d'urbanisme de bien prendre en compte cette notion importante pour la sécurité routière.

### Choix de la catégorie
Pour chaque type de voie, on peut admettre des niveaux de confort différents en fonction de la vitesse de référence retenue.
Pour les routes de types R :
- La catégorie R60 est utilisée en relief vallonné. Il s'agit d'un bon compromis entre coûts et confort (pour ce qui concerne les aspects dynamiques);
- La catégorie R80 est utilisée en faible relief.

Pour les routes de types T :
- La catégorie T80 est utilisée en relief vallonné
- La catégorie T100 est utilisée en faible relief.

Cette notion de catégorie peut être adoptée avec souplesse, des adaptations étant possibles face à des impératifs de sécurité.
Les routes de montagne, où le relief est particulièrement tourmenté sont hors catégories. Les caractéristiques résultent d'un compromis entre les objectifs attendus et les contraintes de relief.

## Conception des structures de chaussées
Le Schéma Directeur Routier National (SDRN) classe les itinéraires nationaux en quatre catégories :
- les autoroutes généralement réalisées à péage,
- les LACRA (liaisons assurant la continuité du réseau autoroutier) qui sont des autoroutes hors péage pouvant être réalisées plus progressivement,
- les GLAT (grandes liaisons d'aménagement du territoire),
- les autres routes nationales.

Les trois premières catégories constituent l'essentiel du réseau structurant.
La deuxième partie traite des conséquences pour l'aménagement du réseau national en ce qui concerne le réseau structurant (trafic de transit longue et moyenne distance) et les autres routes nationales.
Pour le dimensionnement des chaussées, on différenciera en fait deux types de routes :
- les voies du réseau structurant (VRS) correspondant aux types 1 et 2 de la typologie des routes en milieu urbain (autoroutes et routes express),
- les voies du réseau non structurant (VRNS) correspondant aux types 3 et 4 de la typologie des routes en milieu urbain (artères interurbaines et autres routes),

### Origine du texte
- Cet article est partiellement ou en totalité issu du site Cours de génie civil - année 2007-2008, Hervé Brunel , le texte ayant été placé par l’auteur ou le responsable de publication sous la licence de documentation libre GNU ou une licence compatible.